# Radio CNT-FAI ECN1
Radio CNT-FAI ECN1 — либертарная международная радиостанция, основанная в Барселоне в июле 1936 года Национальной конфедерацией труда (CNT) и Федерацией анархистов Иберии (FAI).

## История
Несмотря на то, что кронштадтские матросы в 1921 году впервые использовали радио для передачи сообщений либертариям за пределы страны, CNT-FAI ECN1 можно считать первой анархистской радиостанцией в истории.
ECN1 была создана в дни после путча 17-18 июля 1936 года в Испании.
Радио сообщало об испанской революции 1936 года, не забывая при этом о культуре и социуме. Так, программы были посвящены сексуальной свободе, литературе и поэзии.
С заявлениями регулярно выступают представители CNT, в том числе Хуан Пейро, Федерика Монтсени, Буэнавентура Дуррути 4 ноября 1936 года и Камилло Бернери 3 мая 1937 года.
В майские дни 1937 года станция в Барселоне была вынужденна закрыться.

## Международное радио
Для CNT одна из целей радиостанции — вызвать движение солидарности с событиями в Испании в соседних европейских странах и особенно во Франции.
В дополнение к эсперанто и арабскому языку («Обращение к марокканским рабочим» Ахмеда бен Тами в октябре 1936 года) издаются информационные газеты на многих европейских языках.
Программы на французском языке относятся, в частности, к публикации L’Espagne Antifasciste, опубликованной Комитетом за свободную Испанию, созданным Луи Лекуаном, Николя Фосье и Андре Прюдоммом, который выступает непосредственно в эфире. Другие члены французской секции CNT в Барселоне участвуют в ежедневных программах на французском языке с 22:00 до 22:30, такие как Фернан Фортен или Франсис Будю. 10 января 1937 года в эфир выходит лекция Гастона Леваля Наша программа переустройство (Notre programme de reconstruction).
Программа на итальянском языке, с 23:00 до 23:30, представлена Домеником Людовичи — добровольцем из итальянской секции колонны Аскасо (во главе с Карло Росселли), раненным на фронте Уэски.
Кроме того, транслируются программы на болгарском языке, в которых, в частности, участвует Жорж Балканский.